# Torneo de Kitzbühel 2024
El Generali Open Kitzbühel 2024 fue un torneo de tenis perteneciente al ATP Tour 2024 en la categoría ATP Tour 250. El torneo tuvo lugar en la ciudad de Kitzbühel (Austria) desde el 22 hasta el 27 de julio sobre tierra batida.

## Distribución de puntos
| Modalidad            | Campeón | Finalista | Semifinales | Cuartos de final | 2ª ronda | 1ª ronda | Clasificados | 2ª ronda de clasificación | 1ª ronda de clasificación |
| Individual masculino | 250     | 165       | 100         | 50               | 25       | 0        | 13           | 7                         | 0                         |
| Dobles masculino     | 250     | 150       | 90          | 45               | 20       | 0        | -            | -                         | -                         |

## Cabezas de serie

### Individuales masculino
| Tenista                 | Ranking | Preclasificados |
| Sebastián Báez          | 19      | 1               |
| Alejandro Tabilo        | 20      | 2               |
| Tomás Martín Etcheverry | 32      | 3               |
| Pedro Martínez          | 49      | 4               |
| Sebastian Ofner         | 50      | 5               |
| Nuno Borges             | 51      | 6               |
| Roberto Carballés       | 54      | 7               |
| Laslo Djere             | 57      | 8               |

- Ranking del 15 de julio de 2024.[2]

### Dobles masculino
| Tenista                              | Ranking | Preclasificados |
| Jamie Murray Adam Pavlásek           | 78      | 1               |
| Santiago González Skander Mansouri   | 78      | 2               |
| Robin Haase Jean-Julien Rojer        | 85      | 3               |
| Gonzalo Escobar Aleksandr Nedovyesov | 97      | 4               |
| Constantin Frantzen Hendrik Jebens   | 105     | 5               |
| Alexander Erler Andreas Mies         | 106     | 6               |
| Lloyd Glasspool Matwé Middelkoop     | 111     | 7               |
| Romain Arneodo Sam Weissborn         | 151     | 8               |

## Campeones

### Individual masculino
Matteo Berrettini venció a  Hugo Gaston por 7-5, 6-3

### Dobles masculino
Alexander Erler /  Andreas Mies vencieron a  Constantin Frantzen /  Hendrik Jebens por 6-3, 3-6, [10-6]